# Frigyes Riesz

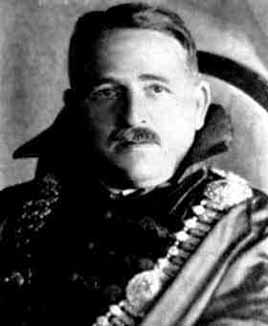
Frigyes Riesz

Frigyes Riesz [ˈfriɟɛʃ ri:s] (Vorname auch dt. Friedrich oder frz. Frédéric, * 22. Januar 1880 in Győr; † 28. Februar 1956 in Budapest) war ein ungarischer Mathematiker, der wesentliche Beiträge zur Funktionalanalysis geleistet hat.

## Leben
Frigyes Riesz war der ältere Bruder von Marcel Riesz. Er studierte in Budapest, Göttingen und Zürich und promovierte 1902 an der Eötvös-Loránd-Universität in Budapest. 1911 wurde er auf einen Lehrstuhl an die Universität von Kolozsvár (dt. Klausenburg, Siebenbürgen) berufen. Als Kolozsvár (heute Cluj-Napoca, Rumänien) mit dem Frieden von Trianon 1920 rumänisch wurde, wurde die Universität nach Szeged verlegt. Zusammen mit Alfréd Haar gründete Riesz 1922 in Szeged das János-Bolyai-Institut für Mathematik. 1945 folgte er einem Ruf nach Budapest.
Riesz publizierte in ungarischer, deutscher und französischer Sprache; seine Schriften werden für ihre außergewöhnliche Klarheit gepriesen.
Riesz war einer der Begründer der Funktionalanalysis. Er bewies 1907 den heute nach ihm und Ernst Fischer benannten Satz über die Fourier-Analyse von Hilbert-Räumen, auf dem die Äquivalenz der Matrizen- und Wellenmechanik beruht. Außerdem ist der Satz von Radon-Riesz nach ihm benannt, der Kriterien angibt, unter denen die Konvergenz im p-ten Mittel und die schwache Konvergenz in {\displaystyle {\mathcal {L}}^{p}} äquivalent sind sowie der Darstellungssatz von Riesz-Markow, der die positiven Linearformen auf gewissen Funktionenräumen durch Maße charakterisiert.
Ihm zu Ehren werden Vektorräume mit einer passenden Verbandsstruktur Riesz-Räume genannt.
1932 hielt er einen Plenarvortrag auf dem Internationalen Mathematikerkongress in Zürich (Sur l'existence de la dérivée des fonctions d'une variable réelle et des fonctions d'intervalle). Er war Mitglied der Ungarischen Akademie der Wissenschaften. 1948 wurde er als korrespondierendes Mitglied in die Académie des sciences in Paris aufgenommen. 1954 wurde er korrespondierendes Mitglied der Bayerischen Akademie der Wissenschaften.

## Schriften
- mit Béla Szőkefalvi-Nagy: Vorlesungen über Funktionalanalysis (= Hochschulbücher für Mathematik. Band 27). Deutscher Verlag der Wissenschaften, Berlin 1956 (Übersetzung aus dem Französischen).